# Homélies de Jacques de Kokkinobaphos
Les Homélies de Jacques de Kokkinobaphos sont un manuscrit enluminé byzantin du XIIe siècle contenant six homélies consacrées à la Vierge écrites par Jacques de Kokkinobaphos. Le texte est connu par deux manuscrits richement enluminés actuellement conservés à la Bibliothèque nationale de France à Paris et à la Bibliothèque apostolique vaticane.

## Historique du manuscrit
Le moine Jacques, du monastère de Kokkinobaphos en Bithynie, est l'auteur, inconnu par ailleurs, de six homélies consacrées à la Vierge et datées du XIIe siècle. Seuls deux manuscrits sont connus de ce texte. Le manuscrit du Vatican est daté des années 1140 et a été réalisé pour une femme de l'aristocratie byzantine, Eirene la Sevastokratorìssa, pour laquelle le moine Jacques assurait le rôle de directeur de conscience. Le manuscrit de Paris a probablement été réalisé plus tard, pour l'usage personnel du moine, au début des années 1150.
Le manuscrit de Paris est retrouvé au XVIIe siècle au sein de la bibliothèque du Sérail du Palais de Topkapi à Istanbul. Il alors acquis par Pierre Girardin, ambassadeur à Constantinople en 1688, par l'intermédiaire du jésuite Pierre Besnier et expédié à Paris. Il intègre les collections de manuscrits grecs de la bibliothèque du roi. Il appartient depuis à la Bibliothèque nationale de France. L'autre manuscrit appartient à la Bibliothèque apostolique vaticane.

## Description

### Le texte
Le texte est un commentaire du protévangile de Jacques, un texte apocryphe daté du IIIe siècle. Une partie de ce texte évoque l'enfance de la Vierge et a connu un grand succès. Elle a contribué au développement de cycles iconographiques consacrés à Marie. 

### Miniatures
Le manuscrit de Paris, très proche dans ses décorations de celui du Vatican, contient 80 miniatures illustrant la vie de la Vierge, mais aussi des passages de l'Ancien Testament et du Nouveau. Deux miniatures en pleine page sont placées au début du manuscrit : 
- Une miniature en frontispice (f.1v) représentant saint Jacques et Grégoire de Nysse avec au pied de chacun, le moine Jacques représenté deux fois.
- Une miniature (f.3v.) représentant, au sein d'une église, à la fois une scène de l'Ascension, avec de chaque côté David et Isaïe, la Pentecôte en partie haute. L'église serait à la fois une évocation de l'église des Saints-Apôtres (Constantinople) de Constantinople, mais aussi une allégorie de l'Ecclésia en général. L'Ascension et la Pentecôte étaient en effet représentées dans une position centrale au sein des églises byzantines et il s'agit en même temps de scènes centrales pour le texte que la miniature illustre.

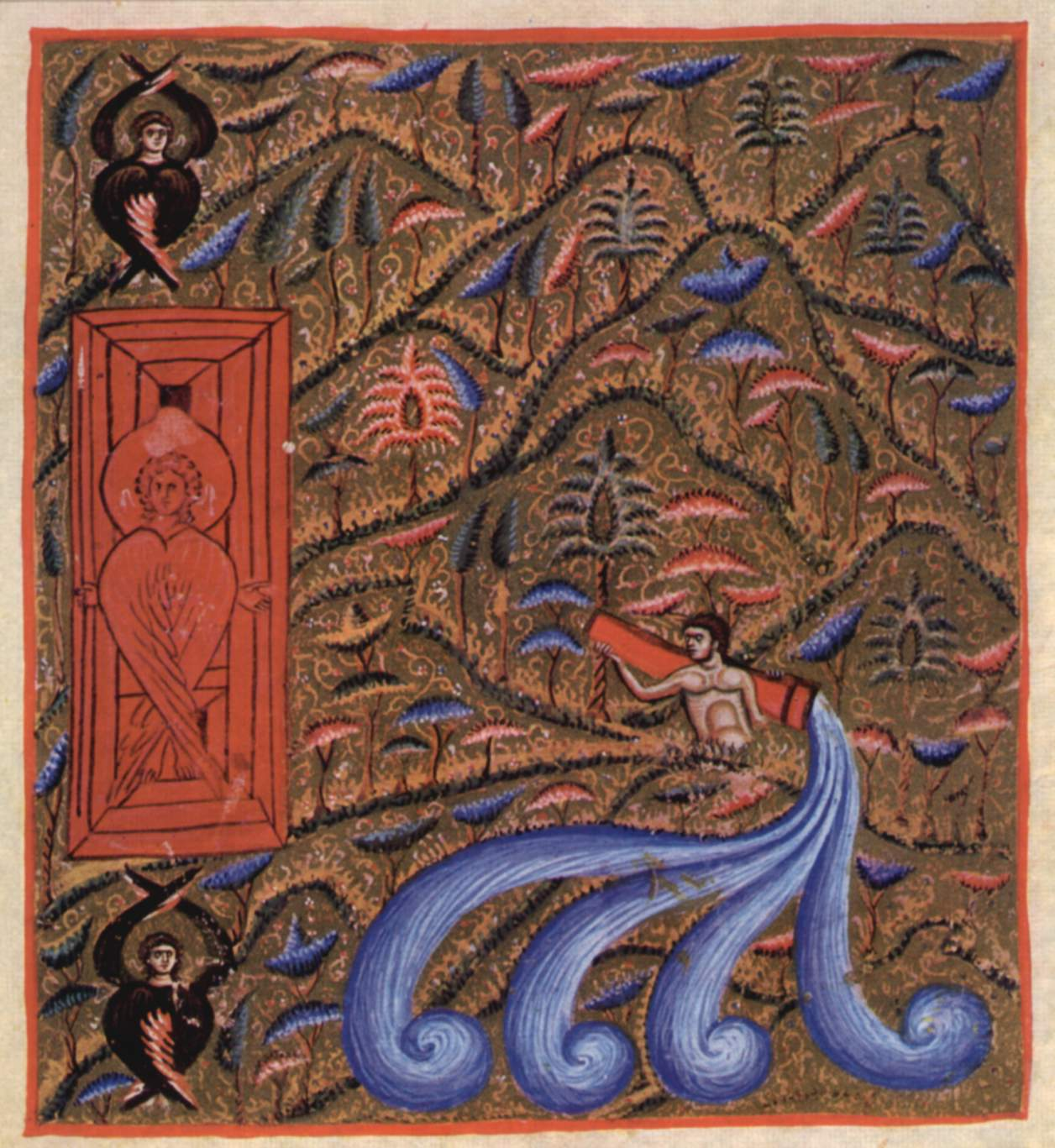
le Paradis, f.50v.
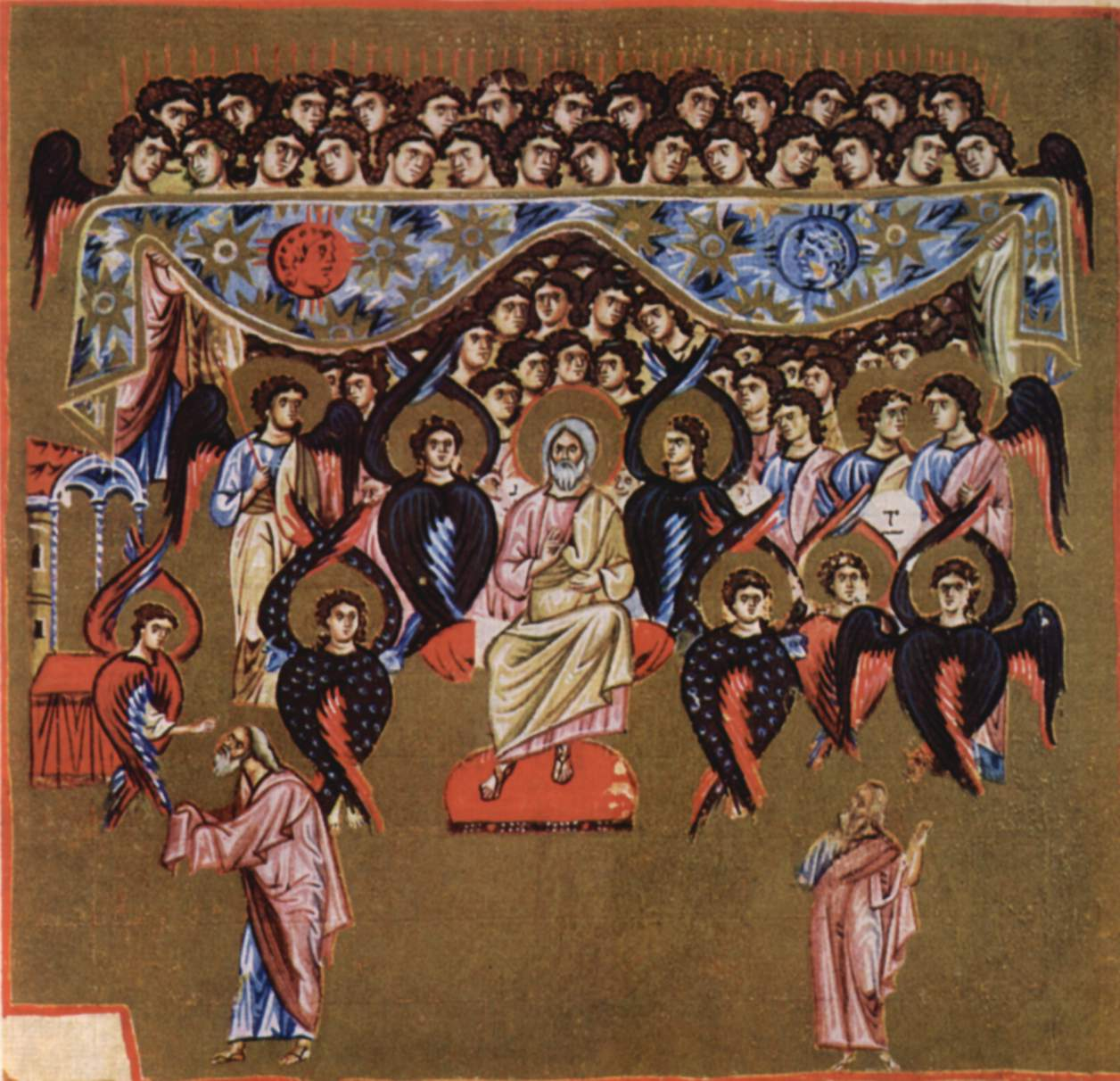
La Vision d'Isaïe : le seigneur et les séraphins. La vocation d'Isaïe, f.162r.
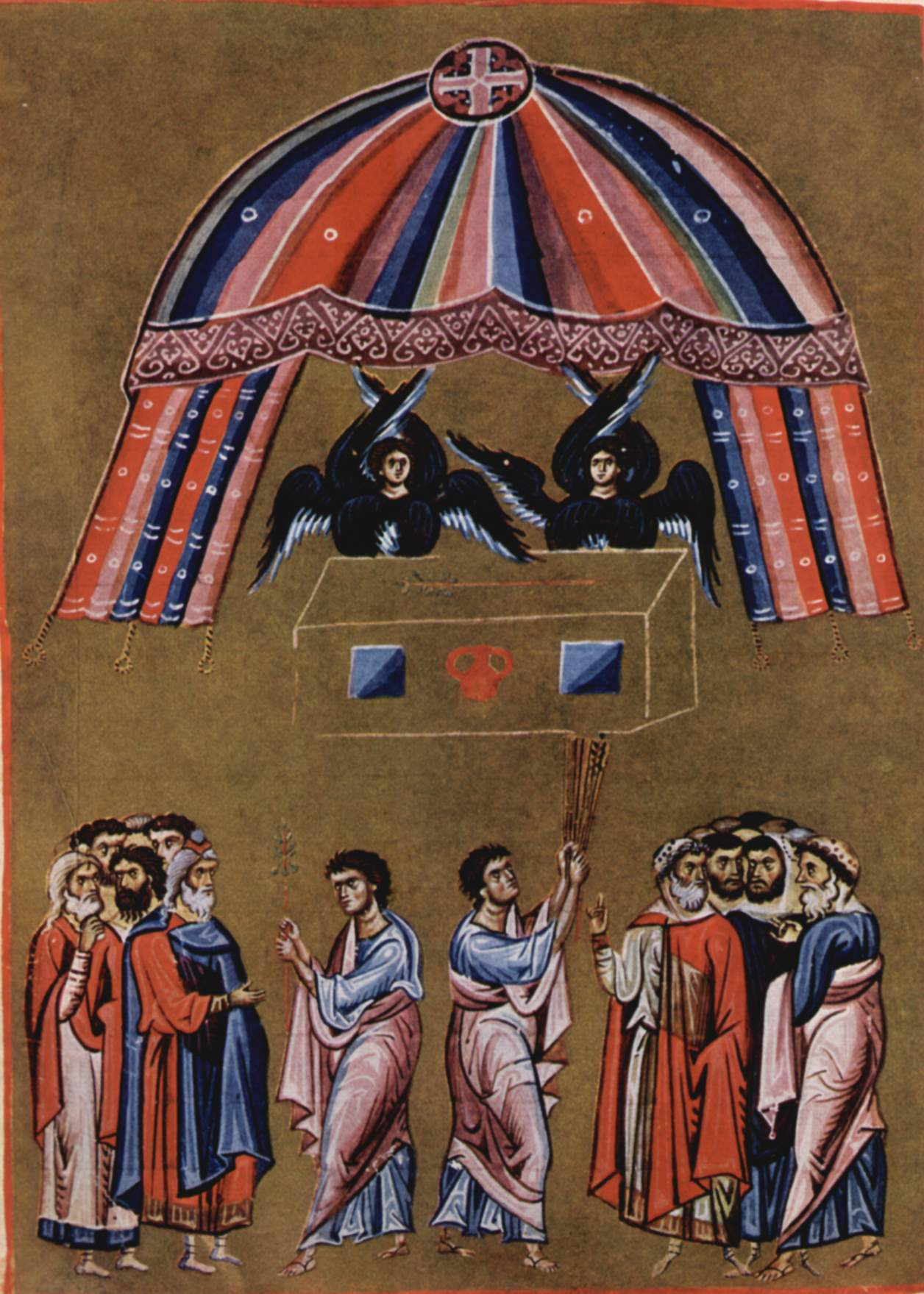
Le miracle du rameau d'Aaron, f.181v.